# Maurice Champreux
Maurice Champreux (Parigi, 21 maggio 1893 – Chargey-lès-Gray, 2 novembre 1976) è stato un montatore, direttore della fotografia, regista e sceneggiatore francese.
Genero e collaboratore di Louis Feuillade, nel 1924, quando il Feuillade stava morendo, gli subentrò nella regia del serial Le Stigmate, di cui Champreux curava il montaggio. Passato dietro la macchina da prese, diresse fino al 1936 una quindicina di pellicole.

## Filmografia

### Montatore
- Vendémiaire, regia di Louis Feuillade (1918)
- L'Homme sans visage, regia di Louis Feuillade (1919)
- L'Engrenage, regia di Louis Feuillade (1919)
- Le Nocturne, regia di Louis Feuillade (1919)
- Parisette, regia di Louis Feuillade (1921)
- Pierrot, Pierrette, regia di Louis Feuillade (1924)
- Le Stigmate, regia di Maurice Champreux e Louis Feuillade (1924)
- Lucette, regia di Maurice Champreux e Louis Feuillade (1924)

### Direttore della fotografia
- Parisette, regia di Louis Feuillade (1921)
- Pierrot, Pierrette, regia di Louis Feuillade (1924)
- Lucette, regia di Maurice Champreux e Louis Feuillade (1924)

### Regista
- Le Stigmate, co-regia Louis Feuillade (1924)
- Lucette, co-regia Louis Feuillad (1924)
- Bibi-la-Purée
- Le Roi de la pédale
- Les Cinq Sous de Lavarède
- Le Récit du capitaine
- Judex 34 (1934)